# Велислав Вуловић
Велислав Вуловић (Београд, 18. јануар 1865 — Београд, 16. јануар 1931) је био српски инжењер и политичар, председник Београдске општине, народни посланик, министар грађевина и министар саобраћаја.

## Биографија
У Београду је завршио основну, средњу школу и студије технике на Великој школи. Студије политехнике је, као питомац Министарства грађевина наставио у Гану у Белгији, где је стекао инжењерску титулу.
Током студија у иностранству и по повратку у Србију се бавио проучавањем организације железница.
Као способан инжењер, од 1898. до 1902. је радио као хонорарни професор на техничком одељењу Велике школе. Истовремено је радио у државној служби, као стручњак за уређење државне железнице и 1907. је пензионисан на месту инспектора дирекције железнице.
Године 1908. изабран је за председника Београдске општине. Израдио је план великих радова по Београду, где су у то време започели велики радови на уређењу Београда, нарочито на канализацији, водоводу и уведена је прва дрвена калдрма. За модернизацију града Београд је закључио први зајам од 60 милиона динара.
Након тога је од октобра 1909. до 1911. био министар грађевина. За време његовог мандата повећан је обим изградње железничких пруга, реформисана је организација и управљање у железничком саобраћају и донет је савремен Закон о јавним сувоземним путевима (1910).
Године 1912. је биран за народног посланика у Народној скупштини Краљевине Србије и тај посао је радио све до почетка Првог светског рата.
Након избијања епидемије пегавца и повратног тифуса (рекуренса),
као одборник у Народној скупштини у Нишу, био је члан Државног одбора за сузбијање заразних болести и његов председник током читавог трајања епидемије. Овај одбор незванично је постојао око 21. јануара 1915. године, односно током постојања одбора. Као председник Одбора, имао је улогу координатора овог тела, који је значајно утицао на рад санитета 1915. године. Одбор је критиковао неоправдано истицање беспомоћности у борби против епидемије, због оскудице у лековима, лекарима, дезинфикационим средствима, подсећајући да је у тој борби од пресудног значаја иницијатива, усталаштво и организована борба. Када је услед недостатка довољног броја фабричких аутоклава, за уништавање ваши, и пре доласка британске војно-санитетске мисије, са Вилијамом Хантером на челу, као преносица пегавог тифуса, настао научни проблем како их заменити, Вуловић је био претеча санитарних инжењера, радио на усавршавању прототипа коморе на топли суви ваздух. Одбор је почетком марта 1915. пустио у рад „Дезинфикациону централу” у Нишу, где се осим становништва, налазио сконцантрисан велики број војних болница, избеглица и заробљеника. Централа је дневно могла да прими 1.200 особа или да разваши 4000-5000 пари одела.
Као посланик у Народној скупштини на Крфу путовао у Ницу, Марсеју и Париз.
Године 1918. је постао министар саобраћаја, као радикал. Бавио се обнављањем пруга разрушених током рата и успостављањем железниког саобраћаја. Затим је из Радикалне прешао у Демократску странку.
Као демократа је 1919. постао министар грађевина, а 1920. је стављен на расположење.
Као политичар је био одличан говорник и писац политичких чланака, као и државно правних расправа. Био је власник листа „Одјек” и његов сарадник, а сарађивао је и у другим листовима.
Пензионисао се 1922. на месту министра на расположењу и исте године је постао државни саветник.
Након пензионисања учествовао је у друштвеном и политичком животу и радио у Инжењерском удружењу.

Свечано је сахрањен 17. јануара у Аркадама на Новом гробљу у Београду.

## Породица
Са супругом Лепосавом (1871—1948) је имао ћерке Милицу (1903—1975), удату за Владимира Велмар-Јанковића, ћерку, удату за Лазара Теокаревића, средњег сина Димитрија Мите Теокаревића и сина Николу (1895—).

## У његову част
Једна улица на Лисичјем потоку, у општини Савски венац у Београду носи његово име.